# Mecotetartus antennatus
Mecotetartus antennatus là một loài bọ cánh cứng trong họ Cerambycidae.